# Ghost in the Shell (2017)
Ghost in the Shell (bra: A Vigilante do Amanhã: Ghost in the Shell; prt: Ghost in the Shell - Agente do Futuro, ou Ghost in the Shell: Agente do Futuro) é um filme cyberpunk de ação e ficção científica estadunidense de 2017, dirigido por Rupert Sanders e escrito por Jonathan Herman e Jamie Moss, baseado no mangá homônimo de Masamune Shirow. O filme conta com atuações de Scarlett Johansson, Pilou Asbæk, Michael Pitt, Takeshi Kitano e Juliette Binoche.
Major (interpretada por Scarlett Johansson), uma ciborgue comandante de campo especializada no combate contra o ciberterrorismo e sua força tarefa, a Seção 9, são especializados em frustrar os planos de cibercriminosos e hackers. Porém, agora, eles devem enfrentar um novo inimigo ainda mais mortal, rápido e inteligente, que não vai parar até conseguir sabotar toda a tecnologia de inteligência artificial da Hanka Robotic.
Estreou no dia 16 de março de 2017 em Tóquio. No Brasil e em Portugal, a estreia ocorreu em 30 de março de 2017, sendo lançado um dia depois nos Estados Unidos. Recebeu críticas mistas; o estilo visual, as sequências de ação, a fotografia e a trilha sonora foram elogiados, enquanto a narrativa e a falta de desenvolvimento de personagens foram recebidas de forma negativa. Foi acusado de racismo e whitewashing por conta de seu elenco, em especial Johansson, ser majoritariamente caucasiano.
Ghost in the Shell arrecadou quase US$ 170 milhões, contra um orçamento de US$ 110 milhões. Na bilheteria doméstica, Estados Unidos e Canadá, contabilizou US$ 40,6 milhões, sendo considerado uma box office bomb com perdas estimadas em US$ 60 milhões. Em contrapartida, foi bem-sucedido no home video com as vendas de DVD e Blu-ray.

## Enredo
Num futuro próximo, a maior parte dos seres humanos possui implantes cibernéticos, aprimorando várias características como visão, força e inteligência. Hanka Robotics, a empresa líder mundial em tecnologia de implantes, toca um projeto secreto para desenvolver um corpo mecânico – ou "casulo" – capaz de dar suporte a um cérebro humano ao invés de uma IA. Uma jovem chamada Mira Killian (Scarlett Johansson), a única sobrevivente de um ataque ciberterrorista, é escolhida para o teste após seu corpo ter sido destruído. Contra a vontade da cientista responsável, a Dra. Ouelet (Juliette Binoche), o CEO da Hanka, Cutter (Peter Ferdinando), decide treinar Mira como um soldado.
Um ano depois, Mira alcançou o posto de Major no Setor 9, um departamento antiterrorista, e trabalha junto com Batou (Pilou Asbæk) e Togusa (Ng Chin Han) sob o comando do chefe Daisuke Aramaki (Takeshi Kitano). O time consegue conter um ataque terrorista numa conferência da Hanka, e Mira destrói uma gueixa mecânica que foi crackeada e matou um dos reféns. Mira, que vem tendo alucinações que Ouelet considera bugs, vai ficando chateada por lembrar tão pouco sobre seu passado. Após descobrir que a gueixa foi crackeada por um indivíduo chamado Kuze (Michael Pitt), Mira quebra o protocolo e "mergulha" na memória da gueixa à procura de respostas. Ao quase ser crackeada ela própria, Batou a desconecta. Usando as informações que conseguiu, ambos vão a um clube da Yakuza, onde caem em uma armadilha. A explosão que ocorre destrói os olhos de Batou e deixa o corpo de Mira severamente danificado. Cutter fica furioso pelas ações de Mira, e ameaça fechar o Setor 9 a menos que Aramaki a mantenha sob controle.
Kuze embosca uma funcionária da Hanka e a mata. A equipe liga este assassinato aos de outros funcionários, e percebe que a Dra. Ouelet é a próxima. Kuze toma o controle de dois operários em um caminhão e os envia para matar Ouelet. Batou, agora com olhos cibernéticos, mata um deles e o outro é preso por Mira. Durante o interrogatório, Kuze fala brevemente através do homem capturado, e depois o força a cometer suicídio. Togusa o rastreia e o time vai ao local, descobrindo um grande número de pessoas mentalmente conectadas como numa rede. Mira é capturada por Kuze e este revela que foi criado pelo mesmo projeto que a criou – o Projeto 2571 –, mas ele foi uma das tentativas anteriores que falharam. A equipe chega para resgatar Mira, e antes de escapar, Kuze pede a ela que tente tomar conhecimento do passado.
Mira confronta Ouelet, que admite que Mira foi a 98ª tentativa do projeto, e a única a sobreviver; Mira fica transtornada. Cutter decide que Mira não é mais confiável e ordena a Ouelet que a eutanasie, mas Ouelet a deixa escapar, dando a ela um endereço. Cutter mata Ouelet e informa Aramaki que Mira é a assassina, agora fugitiva, e deve ser exterminada.
Mira vai ao endereço e encontra uma mãe viúva, que revela que sua filha, Motoko Kusanagi, fugiu de casa há um ano e foi presa, cometendo suicídio na cadeia. Sem conseguir processar suas emoções, Mira vai embora e entra em contato com Aramaki, que intencionalmente deixa Cutter interceptar a conversa. Batou, Togusa e Aramaki sobrevivem a tentativas de assassinato pelos homens de Cutter, enquanto Mira persegue suas memórias até o lugar onde Motoko foi vista pela última vez. Lá ela encontra Kuze, e ambos relembram suas vidas passadas como radicais anti-implante que foram brutalizados e incorporados pela Hanka para serem usados como cobaias.
Cutter envia um "tanque-aranha" para matá-los, e Kuze quase morre antes de Mira arrancar o motor do tanque, sofrendo sérios danos e perdendo um braço no processo. Mortalmente ferido, Kuze oferece juntar seu "fantasma" ao de Mira antes de ser morto por um atirador do Setor 6. Batou e o resto da equipe resgatam Mira, enquanto Aramaki mata Cutter após pedir autorização a Mira. No dia seguinte, Mira, com o corpo novamente funcional e assumindo sua identidade como Motoko, reencontra sua mãe antes de retornar ao trabalho no Setor 9.

## Elenco
- Scarlett Johansson como Motoko Kusanagi/Major
- Pilou Asbæk como Batou
- Takeshi Kitano como Chefe Daisuke Aramaki
- Juliette Binoche como Dr. Ouelet[11]
- Michael Pitt como Hideo Kuze[12]
- Chin Han como Togusa
- Lasarus Ratuere como Ishikawa
- Yutaka Izumihara como Saito
- Tuwanda Manyimo como Borma
- Pete Teo como Tony
- Yuta Kazama como Host de Dados
- Rila Fukushima
- Kaori Momoi
- Danusia Samal
- Michael Wincott
- Tricky

## Lançamento
Ghost in the Shell foi originalmente agendado pela Walt Disney Studios Motion Pictures para o dia 14 de abril de 2017, através de sua subsidiária Touchstone Pictures. O filme era parte do acordo de distribuição da DreamWorks Pictures com Walt Disney Studios, que começou em 2009. Em abril de 2015, a Disney mudou a data de lançamento do filme na América do Norte para o dia 31 de março de 2017, com a Paramount Pictures lidando com a distribuição internacional. No entanto, foi relatado em setembro de 2015 que a DreamWorks não renovou seu acordo de distribuição com a  Walt Disney Studios Motion Pictures que terminaria em agosto de 2016, em janeiro do mesmo ano, a Disney se retirou do filme depois que DreamWorks Pictures assinou um acordo de distribuição com a Universal Pictures em dezembro de 2015.
Os direitos de distribuição de Ghost and in the Shell na América do Norte que ficaria com a Walt Disney Studios Motion Pictures foram transferidos completamente para a Paramount Pictures que anteriormente faria somente a distribuição internacional e à partir de agora fará em ambos os mercados, mantendo o lançamento do filme na segunda data estipulada pela Walt Disney Studios Motion Pictures para o dia 31 de março de 2017.
Em 13 de novembro de 2016 a Paramount Pictures divulgou em suas redes sociais o primeiro trailer do filme.

### Crítica
No Rotten Tomatoes, o filme tem uma classificação de aprovação de 49% com base em 109 avaliações, com uma classificação média de 5,7/10. O consenso do site diz: "Ghost in the Shell apresenta imagens legais e um desempenho central atraente de Scarlett Johansson, mesmo que o resultado final não tenha a magia da fonte do material clássico do filme". No Metacritic, o filme tem uma pontuação de 53 de 100, com base em 32 críticos, indicando "comentários mistos ou neutros".